# Condado de Hickory
O Condado de Hickory é um dos 114 condados do estado americano de Missouri. A sede do condado é Hermitage, e sua maior cidade é Hermitage. O condado possui uma área de 1 066 km² (dos quais 34 km² estão cobertos por água), uma população de 8 940 habitantes, e uma densidade populacional de 9 hab/km² (segundo o censo nacional de 2000). O condado foi fundado em 1845.